# Шамбулыхчи
Шамбулыхчи́ (тат. Шәмбалыкчы) — село в Апастовском районе Республики Татарстан, в составе Шамбулыхчинского сельского поселения.

## Физико-географическая характеристика
Высота над уровнем моря — 80 м.

### Географическое положение
Деревня находится в Предволжье на реке Бия, в 15 км к северо-западу от районного центра — посёлка городского типа Апастово.

### Климат
Климат в селе умеренно-континентальный, Dfb по классификации Кёппена. Средняя температура воздуха — 5,1 °C, среднегодовое количество осадков — 633 мм.

## История
Село основано не позднее 1699 года.
В XVIII – первой половине XIX веков жители относились к категории государственных крестьян. Основные занятия жителей в этот период – земледелие и скотоводство.
В «Списке населенных мест по сведениям 1859 года», изданном в 1866 году, населённый пункт упомянут как казённая деревня Шамбулыхчи 2-го стана Тетюшского уезда Казанской губернии. Располагалась при речке Бие, по правую сторону почтового тракта из Казани в Симбирск, в 46 верстах от уездного города Тетюши и в 26 верстах от становой квартиры во владельческом селе Знаменское (Чипчаги). В деревне в 165 дворах жили 919 человек (448 мужчин и 471 женщина). Была мечеть.
В начале XX века в селе функционировали мечеть, медресе, 3 водяные мельницы, 3 крупообдирки, 12 мелочных лавок. В этот период земельный надел сельской общины составлял 1634 десятины.
До 1920 года село входило в Шамбулыхчинскую волость Тетюшского уезда Казанской губернии. С 1920 года в составе Тетюшского, с 1927 года – Буинского кантонов ТАССР. С 10 августа 1930 года в Апастовском, с 1 февраля 1963 года в Буинском, с 4 марта 1964 года в Апастовском районах.
С 1932 года село входило в сельхозартель «Кызыл куч».

## Население
| 1782 | 1859 | 1897 | 1908 | 1920 | 1926 | 1938 | 1949 | 1958 | 1970 | 1979 | 1989 | 2002 | 2010 | 2015 |
| ---- | ---- | ---- | ---- | ---- | ---- | ---- | ---- | ---- | ---- | ---- | ---- | ---- | ---- | ---- |
| 195  | 929  | 1472 | 1690 | 1490 | 1121 | 736  | 628  | 549  | 437  | 347  | 243  | 211  | 181  | 155  |

Национальный состав села: татары.

## Известные уроженцы
- Бану Нургалеевна Валеева (1914–2003) – народная артистка Башкирской АССР и РСФСР, кавалер ордена Трудового Красного Знамени.

- Фахри Хусаинович Насретдинов (1911–1986) – певец, народный артист ТАССР и РСФСР, лауреат Государственной премии ТАССР имени Г.Тукая.

## Экономика
В селе работают следующие предприятия: 
- сельскохозяйственное предприятие «Ибрагимов и Ко»[4]
- 3 крестьянских фермерских хозяйства[6]

## Инфраструктура
На территории населённого пункта расположены следующие объекты инфраструктуры:
- Фельдшерско-акушерский пункт
- Сельский клуб
- Музей народных артистов Фахри Насретдинова и Бану Валеевой (с 1996 г., основатель — З. К. Хайруллин, 3618 единиц хранения).

В селе 5 улиц. Через село проходит автомобильная дорога регионального значения «Эбалаково — Шамбулыхчи».
В  селе сохранился дом богатого крестьянина (XIX – начало XX века).

## Религия
Мечеть (1995 год). В селе действует мусульманская религиозная организация - приход с. Шамбулыхчи Мухтасибата Апастовского района ДУМ РТ.